# Lost (film)
|  | Denne artikel er oprettet af botten Steenthbot ud fra en ekstern database. Den kan derfor have sproglige fejl eller mangler. Denne skabelon kan fjernes efter kontrol af indholdet. |

 For alternative betydninger, se Lost (flertydig). (Se også artikler, som begynder med Lost)
Lost er en dansk kortfilm fra 1999 instrueret af Henning Serritslev efter eget manuskript.

## Handling
Man starter i et tomt havneområde. Man kan zoome ud og ind, dreje hele vejen rundt, se op og ned. Vi møder 2 drenge, de skilles fra hinanden, da det er blevet mørkt. En af drengene er blevet fanget...Projektet vil vise en metode til at sammensætte en historie, der åbner for forskellige handlingsforløb. I en fuld version kan scenerne kombineres forskelligt fra gang til gang.